# Förderndes Mitglied der SS

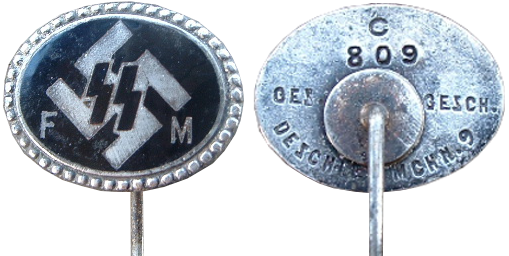
Anstecknadel eines fördernden Mitglieds der SS (Vorder- und Rückseite)

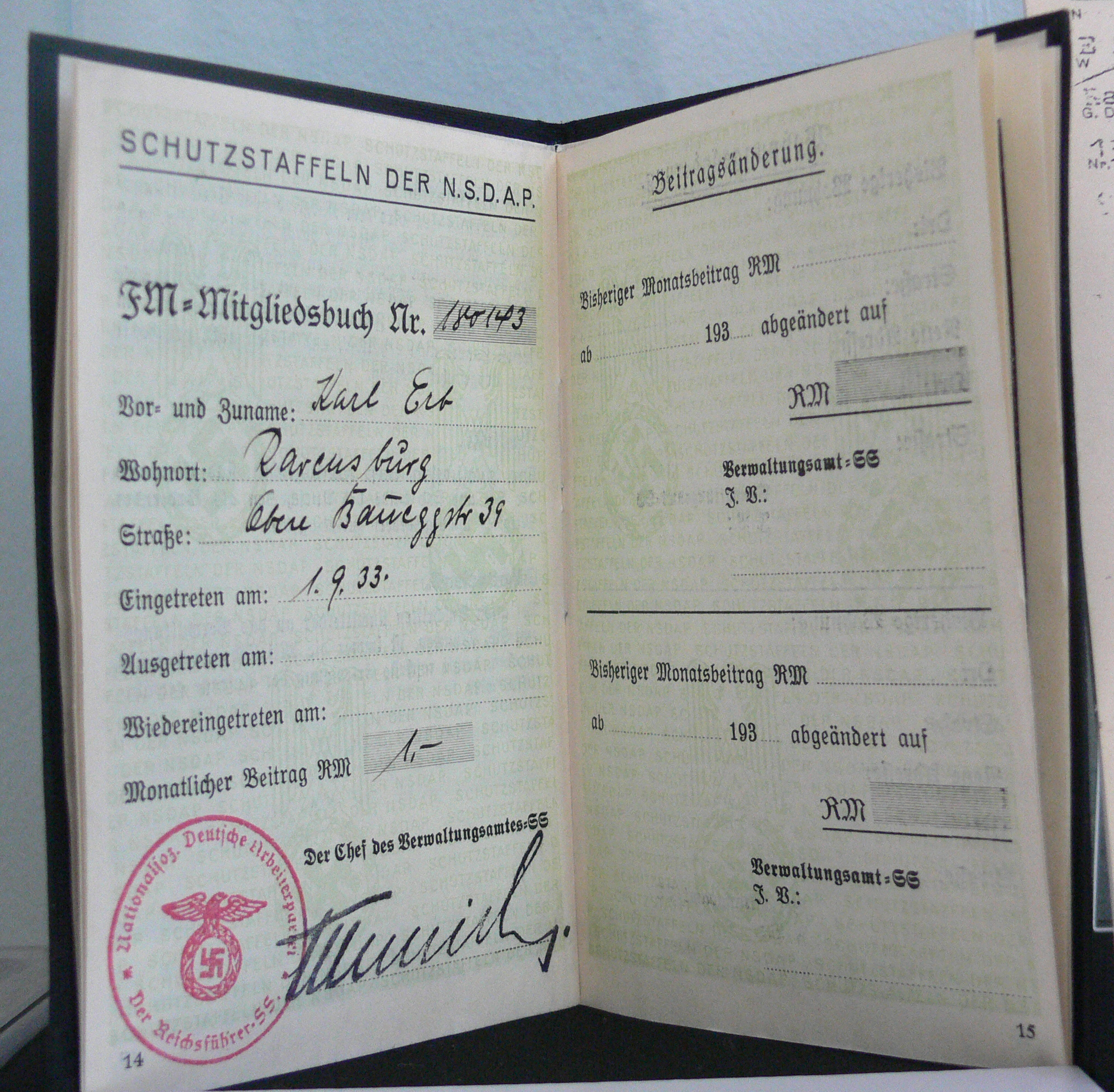
SS-FM-Mitgliedsbuch des Tenors Karl Erb (Eintritt September 1933)

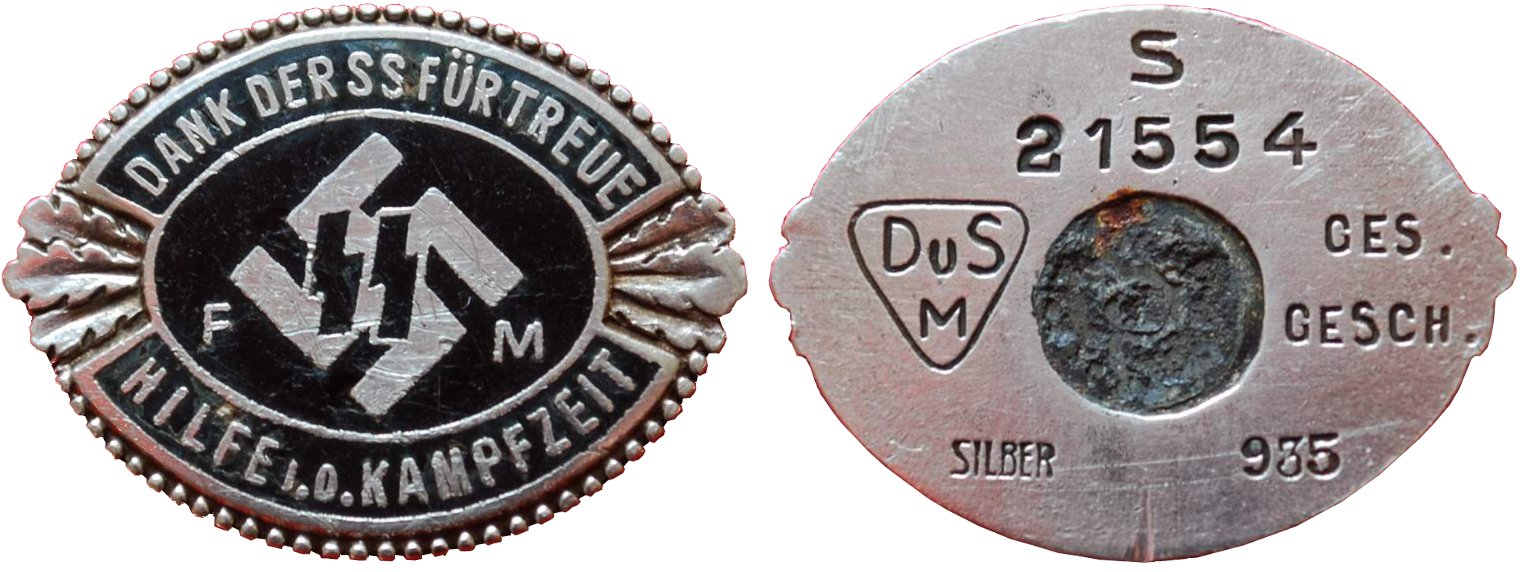
Silberne Ehrennadel (Vorder- und Rückseite, Anstecknadel an Lötstelle entfernt)

Ein förderndes Mitglied der SS (abgekürzt: FM-SS) gehörte der SS an, nahm aber nicht am aktiven Dienst teil, sondern unterstützte die SS finanziell. Die Einrichtung der eigenständigen Fördermitgliedschaft wurde der SS 1925 von Adolf Hitler gestattet, hingegen der SA 1926 verboten. Von September 1926 an wurden auf Befehl des Oberleiters SS Joseph Berchtold fördernde Mitglieder der SS aufgenommen. Nur „Arier“ konnten fördernde Mitglieder der SS werden; eine NSDAP-Mitgliedschaft war dafür nicht Voraussetzung.
Der monatlich zu entrichtende Förderbeitrag wurde individuell festgelegt und konnte auch vergleichsweise gering sein, zum Beispiel eine Reichsmark. Der Förderbeitrag wurde von SS-Dienststellen eingezogen, die dafür vom Reichsführer SS (SS-Finanzverwaltung) autorisiert werden mussten. Die Finanzverwaltung wurde vom SS-Wirtschafts- und Verwaltungshauptamt organisiert. Fördernde Mitglieder der SS erhielten eine Mitgliedsnummer und ein Mitgliedsbuch, in das die Entrichtung des Förderbeitrags eingetragen wurde. Bis zur „Machtergreifung“ gab es ungefähr so viele fördernde wie aktive Mitglieder der SS, 1932 waren es 13.217 fördernde Mitglieder, die monatlich 17.000 Reichsmark zahlten. 1933 sprang die Zahl auf 167.272 Fördernde Mitglieder, die monatlich rund 357.000 Reichsmark einzahlten.
1934 stiftete Heinrich Himmler eine silberne Ehrennadel für fördernde Mitglieder, die bereits in der „Kampfzeit“ (also vor 1933) die SS unterstützt hatten. Diese Ehrennadel trug um das ovale Symbol die Aufschrift „DANK DER SS FÜR TREUE / HILFE I.D. KAMPFZEIT“ und sechs Eichenblätter. Im April 1934 erschien erstmals die monatlich erscheinende FM-Zeitschrift (ZDB-ID 547718-9), eine Illustrierte, die allen Fördernden Mitgliedern zugestellt wurde. 1939 erreichte diese Zeitschrift eine Auflage von 365.000 Stück.
In der Kontrollrats-Direktive Nr. 38 vom 12. Oktober 1946 wurden fördernde Mitglieder der SS unter bestimmten Bedingungen in den Abschnitt II eingeordnet, was nach einer Untersuchung eine Verurteilung als „Belastete“ nach sich ziehen konnte. Diese Einordnung hatte die Gleichbehandlung mit aktiven Mitgliedern der allgemeinen SS zur Folge, war aber an die Bedingung geknüpft, dass der Eintritt als förderndes Mitglied nach dem 31. Dezember 1938 erfolgte bzw. dass bei früherem Beitritt mehr als 10 RM monatlicher Beitrag gezahlt oder sonst eine erhebliche Zuwendung an die SS gemacht wurde.

## Bekannte fördernde Mitglieder der SS
Hier eine Auswahl bekannter Persönlichkeiten, die fördernde Mitglieder der SS waren:
- Politiker, hoher Adel: Gebhard Müller, Alfred Fissmer, Arthur Nebe, Carl Eduard Herzog von Sachsen-Coburg und Gotha, Karl Wolff
- Unternehmer: Heinrich Brenzinger, Alfried Krupp von Bohlen und Halbach, Heinrich Mohn, Wilhelm von Opel, Ludwig Roselius
- Wissenschaftler, Gelehrte, Ingenieure, Mediziner: Hans Berger, Lorenz Böhler, Oswald Bumke, Hans Busch, Lutz Heck, Gerhardt Katsch, Werner Kollath, Ernst Kretschmer, Hans Meerwein, Waldemar Mitscherlich, Willy Moog, Richard Oehler, Bruno Tesch, Johannes Winkler, Karl Ziegler
- Juristen: Erwin Bumke, Hermann Cuhorst
- Priester: Conrad Gröber
- Schriftsteller: Hedwig Courths-Mahler
- Schauspieler: Harry Piel, Wolf Albach-Retty